# Hans Krása

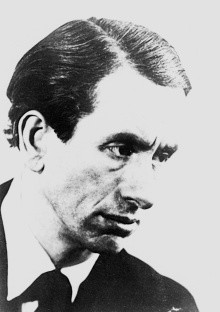
Hans Krása

Hans Krása (Praag, 30 november 1899 - Auschwitz, 17 oktober 1944) was een Joods-Tsjechisch componist die vermoord werd in de Holocaust.

## Leven
Krása speelde als kind viool en piano en studeerde later compositie aan de Duitse Muziek Academie in Praag. Hij werd repetitor bij het Neues Deutsches Theater in Praag, waar hij ook Alexander von Zemlinsky ontmoette. Deze nam hem in 1927 mee naar Berlijn, waar hij hem voorstelde aan Albert Roussel. Deze twee ontmoetingen hebben zeker een rol gespeeld in Krása's leven. Nadat hij een tijdje in Berlijn had gewoond, keerde hij terug naar Praag.
Krása's debuut als componist was in 1921 met vier orchestrale liederen op.1. Daarna volgden nog vele composities, waaronder het strijkkwartet, twee opera's en een symfonie.
Op 10 augustus 1942 werd Krása opgepakt en gedeporteerd naar Theresiënstadt, waar hij nog enkele werken schreef. In 1944 werd hij samen met de componisten Viktor Ullmann, Pavel Haas en Gideon Klein naar Auschwitz gedeporteerd. Op 17 oktober werd hij omgebracht, samen met Pavel Haas.

## Muziek
Hans Krasa schreef een aanzienlijke hoeveelheid muziek, waarvan echter niet alles bewaard is gebleven. Enkele van zijn werken geschreven in Theresiënstadt gingen verloren. Hier een lijst van zijn œuvre:
- 4 Orchesterlieder - op. 1 (1920)
- Strijkkwartet - op. 2 (1921)
- Symphonie für kleines Orchester  (1923)
- Lieder op. 4 - voor stem en piano (1925)
- Verlobung Im Traum (1928-1930) - opera in twee akten
- Die Erde ist des Herrn (De aarde is van de Heer) (1931) - cantate voor solisten, koor en orkest.
- Kammermusik - voor klavecimbel en zeven instrumenten (1936)
- Thema en variaties - voor strijkkwartet (1936)
- Brundibár (1938-1943) - symbolische antinazi-opera
- Drie liederen - voor bariton, klarinet, altviool en cello op teksten van Arthur Rimbaud (1943)
- Overture - voor klein orkest (1943)
- Tanec - dans voor strijktrio (1944)
- Passacaglia en Fuga - voor strijktrio (1944)

## Discografie
In de box 'Entartete Musik' van het NRC Handelsblad zit Krasa's strijkkwartet, opgenomen door het Hawthorne String Quartet.